# Tamid
Tamid (en hebreu: מסכת תמיד) (transliterat: Masechet Tamid) forma part de l'ordre de Kodaixim, i és el tractat més curt del Talmud i la Mixnà. Tamid tracta sobre el servei diari que tenia lloc al Temple de Jerusalem, sobre els sacrificis, l'encens, i les benediccions sacerdotals. El tractat de Tamid conclou amb el tema dels cants que el cor de levites cantava en el temple sagrat, acompanyant els sacrificis diaris.
- El capítol 1: tracta sobre les vigílies nocturnes sacerdotals, i sobre els preparatius per al sacrifici matinal, en particular sobre la neteja de les cendres de l'altar restants de les ofrenes del dia anterior.

- El capítol 2: tracta principalment sobre encendre un foc nou sobre l'altar.

- El capítol 3: tracta sobre el sorteig per determinar els sacerdots que haurien de realitzar els diversos deures relatius als sacrificis.

- El capítol 4: descriu detalladament com l'anyell era sacrificat, i com l'animal era preparat per al sacrifici.

- El capítol 5: diu que la recitació de l'oració del Shemà Israel al Temple era precedida per una benedicció, i era seguida per tres benediccions més, incloent la benedicció bíblica sacerdotal.

- El capítol 6: tracta sobre l'ofrena de l'encens.

- El capítol 7: tracta sobre l'entrada del Summe Sacerdot d'Israel al Temple de Jerusalem, de la prostració del mateix, i de la manera en què el Summe Sacerdot i els sacerdots cohanim administraven la benedicció sacerdotal. El capítol segueix amb un llarg paràgraf on s'exposa detalladament el cerimonial especial, quan el summe sacerdot participava en el servei del sacrifici.[2]